# Бітгюм
Бітгюм (нід. Bitgum) — село в нідерландській провінції Фрисландія. Входить до муніципалітету Вадхуке.
Його площа становить 2,52км², а населення станом на 2021 рік складало 800 осіб.

## Галерея

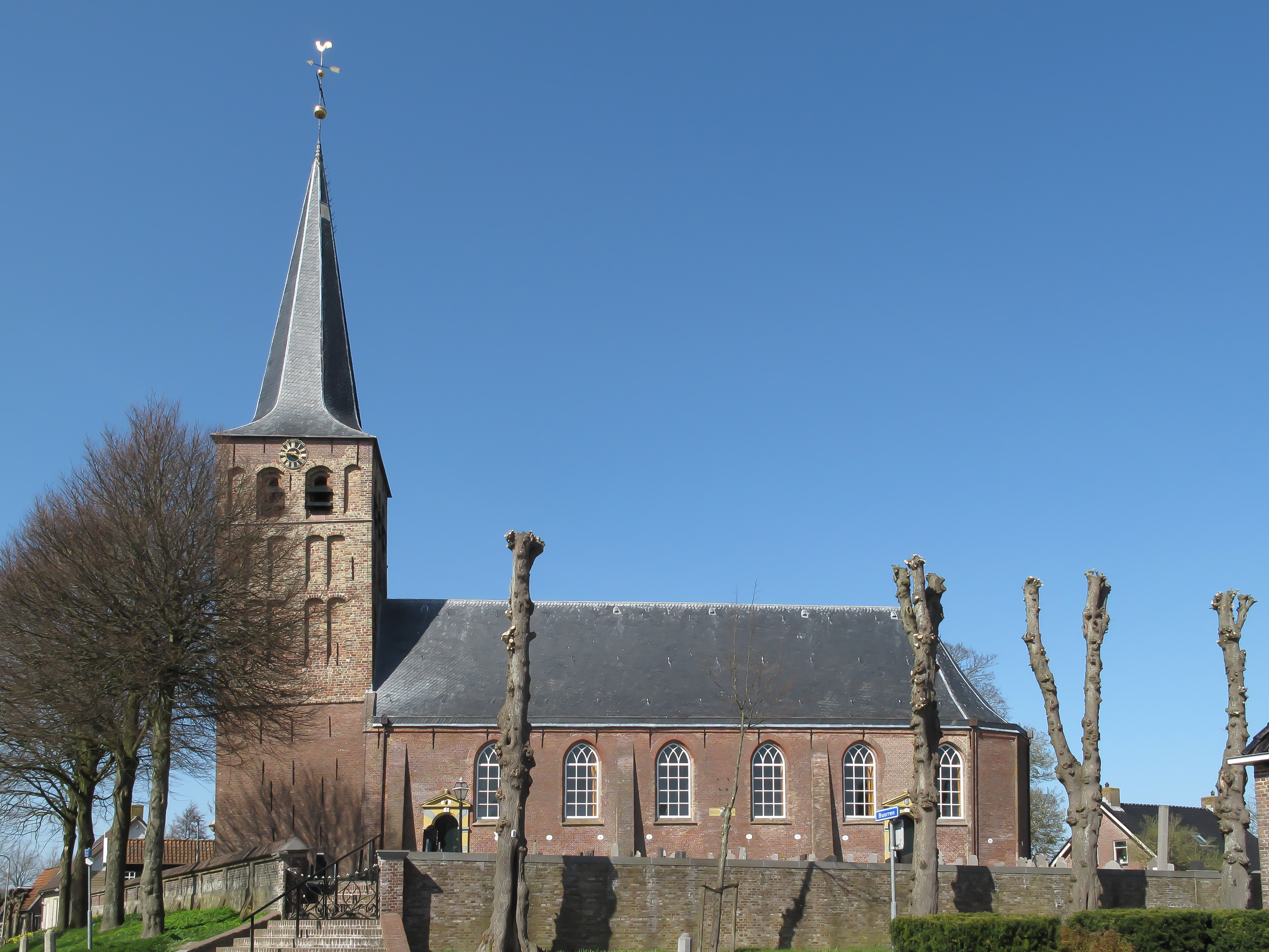
Церква
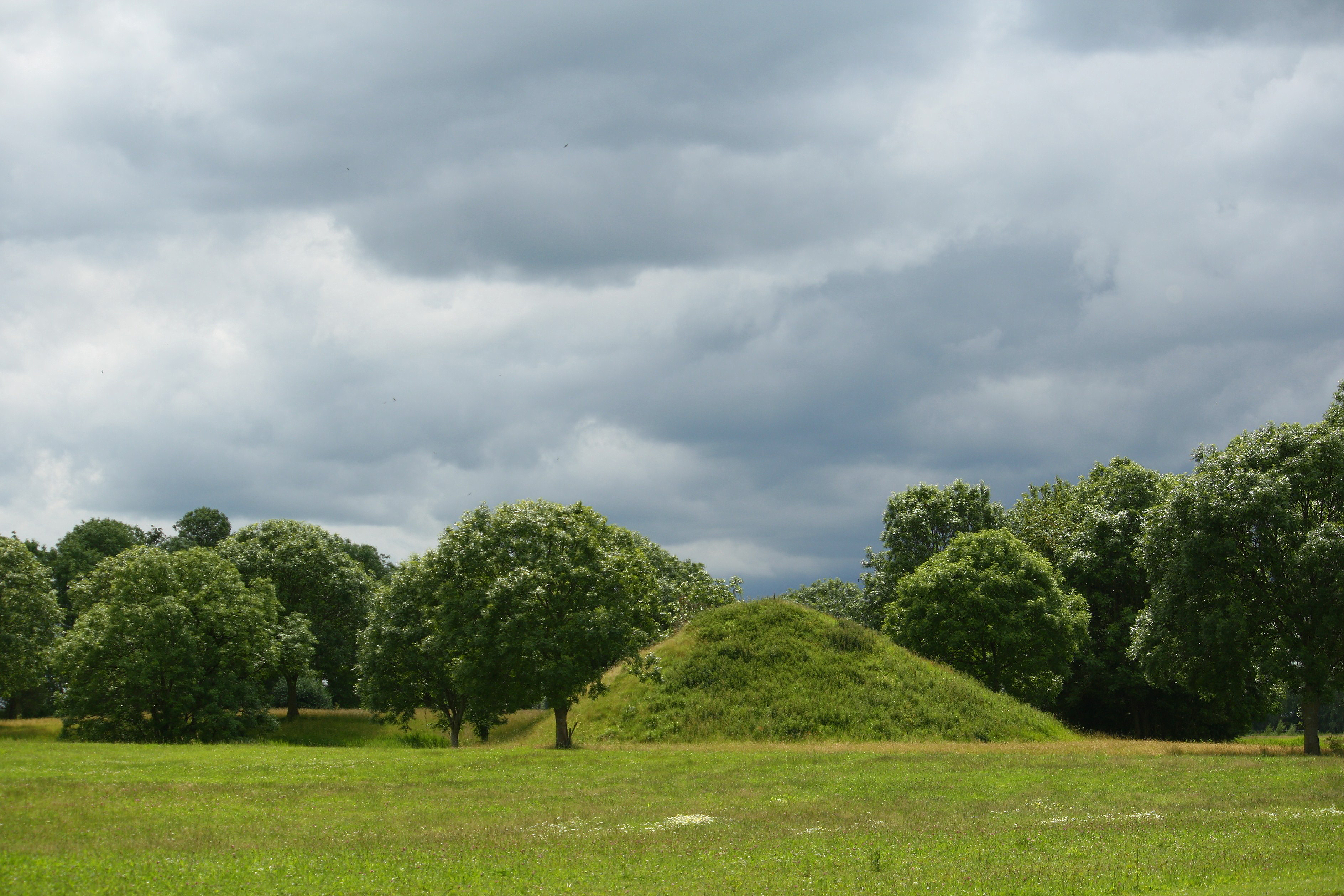
Залишки середньовічного замку